# کلیمکوویچه
کلیمکوویچه (به لهستانی:  Klimkowicze) یک روستا در لهستان است که در گمینا میلیچتسه واقع شده‌است.